# Hibiscus corrugatus
Hibiscus corrugatus är en malvaväxtart som beskrevs av John William Moore. Hibiscus corrugatus ingår i Hibiskussläktet som ingår i familjen malvaväxter. Inga underarter finns listade i Catalogue of Life.